# Jacques Leduc (componist)
Jacques Leduc (Jette, 1 maart 1932 – Ukkel, 31 augustus 2016) was een Belgisch componist en muziekpedagoog.

## Levensloop
Leduc studeerde aan het Koninklijk Conservatorium Brussel en behaalde 1e prijzen in muziekgeschiedenis (1951), harmonie (1952), contrapunt (1953), piano (1954) en fuga (1956) en het diploma in kamermuziek. Daarna begon hij studies bij Jean Absil in compositie en won in 1961 met zijn cantate L'Aventure een tweede prijs bij de Prix de Rome alsook verdere prijzen en onderscheidingen zoals de jaarlijkse wedstrijd van de Académie royale des sciences, des lettres et des beaux-arts de Belgique, de Agniez prijs van het Koninklijk Conservatorium Brussel, de prijs van de Provincie Brabant, de Concorso Internationale Gian Battista Viotti di Vercelli, de Prix Irène Fuerison, de Prix Koopal, de "Société d’Auteurs Belge – Belgische Auteurs Maatschappij" prijs in de Internationale Strijkkwartet competitie en de Concorso internazionale di chitarra Mario Castelnuovo-Tedesco di Ancona.
Als muziekpedagoog was hij van 1962 tot 1983 directeur van de Muziekacademie van Ukkel, van 1957 tot 1997 was hij als docent verbonden aan het Koninklijk Conservatorium te Brussel en van 1976 tot 2004 Rector van de Muziekkapel Koningin Elisabeth.
Leduc schreef meer dan 80 muziekwerken voor orkest, concerten, harmonieorkest, kamermuziek en vocale muziek. Zijn Concert, voor piano en orkest werd tijdens de Internationale Koningin Elisabethwedstrijd in 1972 verplicht gesteld. Hij was voorzitter van de SABAM en was eveneens erevoorzitter van de Unie van Belgische Componisten. Verder was hij lid van de Académie royale des sciences, des lettres et des beaux-arts de Belgique en werd in 1992 hun voorzitter.

## Composities

### Werken voor orkest
- 1960 · Antigone, voor orkest, op. 5
- 1962 · Concertino, voor hobo en strijkorkest, op. 10 - ook in een versie/reductie voor hobo en piano
- 1962 · Divertissement, voor dwarsfluit en strijkorkest, op. 12 - ook in een reductie voor dwarsfluit en piano
  1. Jeux
  2. Rêverie
  3. Ronde
- 1964 · Fantaisie sur le thème de la Folia, voor klarinet en orkest, op. 7/bis
- 1967 · Le printemps, symfonische schetsen voor groot orkest, op. 25
- 1968 · Ouverture d'été, voor orkest, op. 28
- 1969 · Symfonie, voor orkest, op. 29
  1. Allegro ben deciso
  2. Allegro vivo e molto leggiero
  3. Passacaille
  4. Allegro ben ritmico e molto giocoso
- 1970 · Concert, voor piano en orkest, op. 31 - ook in een versie voor 2 piano's
- 1971 · Cinq croquis, voor orkest, op. 34
- 1971 · Instantanés, voor strijkersensemble/-orkest, op. 37
- 1972 · Dialogue, voor klarinet en kamerorkest, op. 39 - ook in een reductie voor klarinet en piano
- 1978 · Trois esquisses concertantes, voor orkest, op. 62
- 1996 · Intrada et dancerie - in memoriam Orlando di Lasso (1594-1994), voor strijkorkest, op. 75B

### Werken voor harmonieorkest
- 1973 · Ouverture d'été, op. 28bis
- 1976 · Sonnerie pour un anniversaire royal, op. 56

### Tv-opera
| Voltooid in | titel                            | aktes  | première                                     | libretto |
| ----------- | -------------------------------- | ------ | -------------------------------------------- | -------- |
| 1972        | Nous attendons Sémiramis, op. 38 | 1 akte | 6 februari 1973, Brussel, studio van de RTBF |          |

### Vocale muziek

#### Cantates
- 1961 · L'Aventure, cantate voor solisten, gemengd koor en orkest, op. 8

#### Werken voor koor
- 1959 · Le retour du prisonnier, voor solisten, gemengd koor en orkest, op. 1
- 1966 · Sortileges africains, sequence voor middenstem, altsaxofoon, slagwerk en piano, op. 20
  1. Abandon (Sénégal) - tekst: Biarago Diop
  2. Cet instant-la (Ghana) - tekst: Dei Anang, Franse vertaling: Christiane Reygnault
  3. Accords (Sénégal) - tekst: Biarago Diop
  4. La servante (Ghana) - tekst: Aquah Lalouah, Franse vertaling: Christiane Reygnault
  5. Au plus profond des terres (Sierra Leone) - tekst: Abiosch Nicol, Franse vertaling: Christiane Reygnault
- 1966 · La flûte au verger, zes stukken voor gemengd koor a capella, op. 22 - tekst: Maurice Carême
  1. Ariette
  2. Mon coeur d'enfant
  3. Mes belles heures
  4. L'archange
  5. O! temps passé est bien cassé
  6. Je joue moins bien qu'on l'imagine
- 1974 · Les jeunes années, voor gemengd koor en kamerorkest, op. 47 - tekst: Maurice Carême
  1. La bouteille d'encre
  2. Pour ma mère
  3. Les oiseaux perdus
  4. La marjolaine
- 1975 · Poèmes de mon Isba, voor kinderkoor en piano, op. 54
- 1981 · Soleil d'orties - six impressions fugaces, voor gemengd koor a capella, op. 66 - tekst: Yvon Givert
- 2012 · L'Amour crucifié, voor 2 recitanten, dwarsfluit, cello, orgel, twee zangstemmen en gemengd koor, op. 88 - tekst: Gaston Lecleir

#### Liederen
- 1961 · La boule de jardin, voor middenstem en kamerorkest, op. 6
- 1964 · Six ballades de Paul Fort, voor vocaal trio (sopraan, mezzosopraan, bariton), op. 14
  1. Il était une fois - Le marchand de sable a passé - Mort! le vent pleure autour du monde
- 1964 · Aquarelles, zes liederen voor middenstem en piano, op. 17 - tekst: Maurice Beerblock
  1. Le visiteur
  2. Anvers
  3. Joli mai
  4. Le pays à l'envers
  5. A Verviers
  6. Crépuscule en province
- 1966 · La valise de verre, voor middenstem en piano, op. 23
- 1975 · Les regrets, voor middenstem en gitaar, op. 50 - tekst: 2 sonnetten van Joachim du Bellay
- 1979 · Les fêtes galantes, voor sopraan, bariton en piano, op. 64
- 2010 · L'Offrande lyrique, voor bariton, dwarsfluit en cello, op. 86

### Kamermuziek
- 1960 · Allegro ritmico, voor trompet en piano, op. 2
- 1960 · Arioso et danse, voor trombone en piano, op. 3
- 1960 · Blaaskwintet, op. 4
- 1961 · Fantaisie, voor klarinet en piano, op. 7
- 1962 · Accompagnement pour l'étude n°12 de Théo Coutelier, voor 3 pauken en piano, op. 11
- 1964 · Suite en quatuor, voor saxofoonkwartet, op. 15 - won de Concorso Internationale Gian Battista Viotti di Vercelli
- 1967 · Ballade, voor klarinet en piano, op. 26
- 1969 · Capriccio, voor houtblaaskwartet (dwarsfluit, hobo, klarinet en fagot), op. 30 - ook in een versie voor klarinetkwartet (op. 30/bis (1974))
- 1973 · Madrigalismes en duo, voor dwarsfluit en gitaar, op. 41
- 1974 · Comptines, voor trompet en piano, op. 44
- 1974 · Aubade, voor trompet, hoorn en trombone, op. 45
- 1975 · Trois caractères, voor altviool en piano, op. 52
- 1978 · Rhapsodie, voor altsaxofoon en piano, op. 60
- 1983 · Trois Pièces, voor koperkwintet (hoorn, 2 trompetten, 2 trombones), op. 65
- 1986 · Lamento, voor altviool, op. 70
- 1987 · Elégie, voor cello en piano, op. 72
- 1992 · Avignon, voor klarinet en piano, op. 74
- 1994 · Intrada et dancerie - in memoriam Orlando di Lasso (1594-1994), voor strijkkwartet, op. 75A
- 1999 · Badinerie, voor blazersnonet (2 hobo's, 2 klarinetten, 2 hoorns, 2 fagotten, 1 contrafagot) op. 76
- 2009 · Aubade, voor sopraansax en klarinettenkwartet (ook in een versie voor klarinetensemble), op. 84
- 2011 · Echanges, voor gitaar, vijf strijkers (2 violen, altviool, cello, contrabas) en vijf blazers (dwarsfluit, hobo, klarinet, hoorn en fagot), op. 87

### Werken voor orgel
- 1978 · Passacaille, op. 63

### Werken voor piano
- 1965 · Quatre pièces brèves, op. 18
- 1965 · Prélude, variations et fugato, op. 19
- 1967 · Contrastes, op. 24
- 1971 · Apostrophes, op. 35
- 1971 · Quelques danses anciennes, op. 36
- 1975 · Hommage à Debussy, op. 46
- 1975 · Impressions, voor twee piano's, op. 51
- 1975 · Six pièces faciles, op. 53
- 1975 · Fileuse, op. 55
- 1977 · Pochades, op. 58
- 1981 · Quatre miniatures, op. 67
- 1986 · Scherzino, op. 72
- 1990 · Fantaisie sur un thème de Mozart, op. 73
- 2004 · Espièglerie, op. 77
- 2006 · Aubade, op. 78
- 2009 · Burlesque et autres bizarreries, voor piano vierhandig, op. 85

### Werken voor klavecimbel
- 1985 · Exercices au clavecin pour célébrer Scarlatti, op. 69

### Werken voor harp
- 1964 · Trois impromptus pour harpe diatonique, op. 16

### Werken voor gitaar
- 1972 · Petite suite, op. 40
- 1974 · De tout un peu, op. 43
- 1975 · Intrada - ballata - toccata, op. 49
- 2007 · Tango, voor gitarenkwartet, op. 80